# National Road 86
La National Road 86 (N86) è una strada irlandese nazionale di livello secondario che collega Dingle a Tralee nella contea di Kerry nel Sud-Ovest della Repubblica d'Irlanda.
La strada più precisamente prende origine a Tralee in corrispondenza del Bypass tra la N22 e la N69 proseguendo poi fino a Dingle passando per Annascaul, Lispole e Gallaunmore. 
La N86 è stata soggetta a diverse opere di miglioramento del manto stradale e di allargamento della carreggiata. Nel luglio 2013 l'allora ministro dei trasporti e futuro taoiseach Leo Varadkar inaugurò personalmente un nuovo tratto tra Annascaul e Gortbreagogee con la pista ciclabile annessa.
La strada è percorsa interamente dalla linea 275 della Bus Éireann.